# الفلاسفة الثلاثة (لوحة)
 لوحة الفلاسفة الثلاثة، بلإنگليزية: The Three Philosophers عبارة عن لوحة زيتية على قماش تُنسب إلى الفنان الإيطالي   جورجوني في فترة النهضة العليا. حيث تظهر اللوحة ثلاثة فلاسفة بأعمار مختلفة - شاب واحد (يجلس على الأرض بملابس متواضعة يدون المشاهدات من الطبيعة ولم ينهض بعد)، ورجل متوسط العمر (يقف منتصباً بزي عربي أو إسلامي مهندم)، والآخر كبير بالسن (يقف وهو يرتدي قماشاً فخماً وكأنه يراجع ما كتبه الفيلسوف «المشرقي» أو ربما يبادر بمناولته ما كتبه). تم تكليف الفنان بهذا العمل الفني من قِبل الثري النبيل تاديو كونتاريني، وهو تاجر من مدينة البندقية لديه اهتمامات في مسائل التنجيم أو السحر والخيمياء. تم الانتهاء من لوحة «الفلاسفة الثلاثة» قبل سنة واحدة من وفاة الرسام. وهي واحدة من لوحات جورجوني الأخيرة، يتم عرضها الآن في متحف تاريخ الفنون [ Kunsthistorisches ] في فيينا. تمت إضافة اللمسات الأخيرة على اللوحة بواسطة سيباستيانو ديل بيومبو.

## وصف
تم الانتهاء من لوحة الفلاسفة الثلاثة حوالي عام 1509م، والاسم الحالي للعمل مستمد من نص لماركانتونيو ميشيل (1484-1552) الذي رأى اللوحة بعد بضع سنوات في إحدى المساكن الفخمة في البندقية. الشخصيات الثلاثة التي تم تصويرها هي رمزية أو مجازية: عجوز ملتح برتدي قماشاً فخماً ربما يبين المكانة العلمية أو الاجتماعية له، على الأرجح فهو يمثل فيلسوفاً يونانياً أو يرمز للفلسفة الإغريقية؛ بجانبه فيلسوف عربي بزي مهندم يدل على الثراء والازدهار ربما يقف منتصباً وكأنه يستمع إلى الفيلسوف المسن؛ وشاب خلفهم يجلس بملابس متواضعة، يدون المشاهدات من الطبيعة ولم ينهض بعد.  في الخلفية قرية تتخللها بعض الجبال، تتميز الجهة الأخيرة بمنطقة زرقاء مجهولة المعنى اليوم. يراقب الشاب كهفاً على يسار المشهد «اللوحة»، ويدون أو يقيسه على ما يبدو ببعض الأدوات. منذ نهاية القرن التاسع عشر رفض الباحثون والنقاد على أسس مختلفة.. وجهة نظر سابقة تفسر هذا العمل الفني بأنه تمثيل لقصة المجوس الثلاثة الذين تجمعوا عند مغارة يسوع. 

## تفسيرات
اقترحت تفسيرات مختلفة حول لوحة جورجوني هذه. الرجل العجوز، والشخصية العربية والشاب الإيطالي، قد تكون اللوحة تجسيد لعملية نقل المعرفة، نقل الكلاسيكيات من فلسفة الإغريق القديمة عبر العرب أو الترجمات العربية، التي بثت روحها مرة أخرى خلال عصر النهضة الإيطالية. يمثل الرجل العجوز فيلسوفًا يونانيًا، مثل أفلاطون أو أرسطو، الذين نسخت كتاباتهم ونقلت أو تطورت عبر الفلاسفة العرب إلى عصر النهضة الإيطالية.  الفيلسوف العربي ربما يمثل الموسوعي ابن سينا أو ابن رشد، فكلاهما فلاسفة وعلماء عرب من العصر الذهبي الإسلامي.   - ملاحظة المترجم: ابن سينا قد يعتبر اليوم من العلماء «المستعربين» لكن كتاباته وأبحاثه ونشأته وأسلوب حياته ربما أقرب ما تكون عربية في ظاهرها وتأثيرها.. لذا بالنسبة للأوروبيين وغيرهم ممن اطلعوا على كتبه فهو قد يعتبر عربياً بالتالي نجد ذكره بالكتب والمراجع على أنه من فلاسفة وعلماء العرب!
بالإمكان اعتبار الشاب الجالس على الأرض على أنه علم النهضة الجديد بجذور تمتد للماضي، حيث ينظر إلى ظلام للكهف، فيرمز ذلك إلى الأسرار التي لم يتم اكتشافها بعد.  قد يرمز الكهف أيضًا إلى المفهوم الفلسفي لكهف أفلاطون 
لا تزال الفرضيات الجديدة حول الشخوص وهوياتهم والرمزية في خضم التطور حاليًا. ففي فرضية حول اللوحة، قال جي سي ويليامسوم أوائل القرن العشرين، «إنها تمثل إيڤاندر وابنه پالاس وهما يشيران لآينياس موقع روما المستقبلي». كذلك تم أُضيفت فرضية أخرى تقترح إمكانية أن الرجال الثلاثة هم الملك سليمان، حيرام الأول، ملك صور، وحيرام أبيف بواسطة نيل ماكلينان وروس كيلباتريك.
اقترح أيضاَ بأن تكبير اللوحة بجزء الشاب بدقة عالية ضمن مثلث قائم الزاوية يمثل توافقاَ لـ نظرية فيثاغورس. كارين زيليني ، وذلك بالاعتماد على قراءة Polydore Vergil  التي اقترحت أن الفلاسفة هم مدرسو فيثاغورس - فرقيدس وسايرس وطاليس. تم رسم طاليس على أنه يهودي، بينما كان يُعتقد أن فرقيدس خطأً على أنه سوري. تم تعديل هذا التفسير من قبل فرانك كيم الذي ادعى أن الفيلسوف الأكبر سنا هو في الواقع أرسطرخس الساموسي.
أكد باحثون آخرون أن هذه الشخصيات تجسد تمثيلات نموذجية لثلاث مراحل من الإنسانية (الشباب، النضج أو الرشد والشيخوخة)، أيضاً ثلاث عصور من الحضارة الأوروبية (العصور القديمة، العصر الأوسط، النهضة)، كذلك الديانات الإبراهيمية الثلاث أو مزيج من هذه المفاهيم العامة.
اقترح أُگوستو جنتيلي أن اللوحة توضح انتظار المسيح الدجال، استناداً إلى علم التنجيم بالتزامن. فعلى الورقة التي يحملها الفيلسوف المسن، يمكن رؤية كلمة «الكسوف» ومخطط فلكي. يُعتقد أن الاقتران أو التزامن العظيم بين 1503 والكسوف في نفس العام هما علامات تعلن عن مجيئها.

تم توثيق هذه اللوحة بواسطة الرسام ديڤيد تنييرز الأصغر في كتالوج Theatrum Pictorium لمجموعة المقتنيات الفنية لـ الأرشدوق ليوبولد ويلهلم في 1659 ومرة أخرى في 1673،  ولكن اللوحة حظيت بالشهرة في تصوير الرسام تنييرز لمدموعة لوحات الأرشدوق:  نسخ تنييرز التي قام بها من أجل معارضه تعتبر مرجعاً قيماً كمورد تاريخي. 

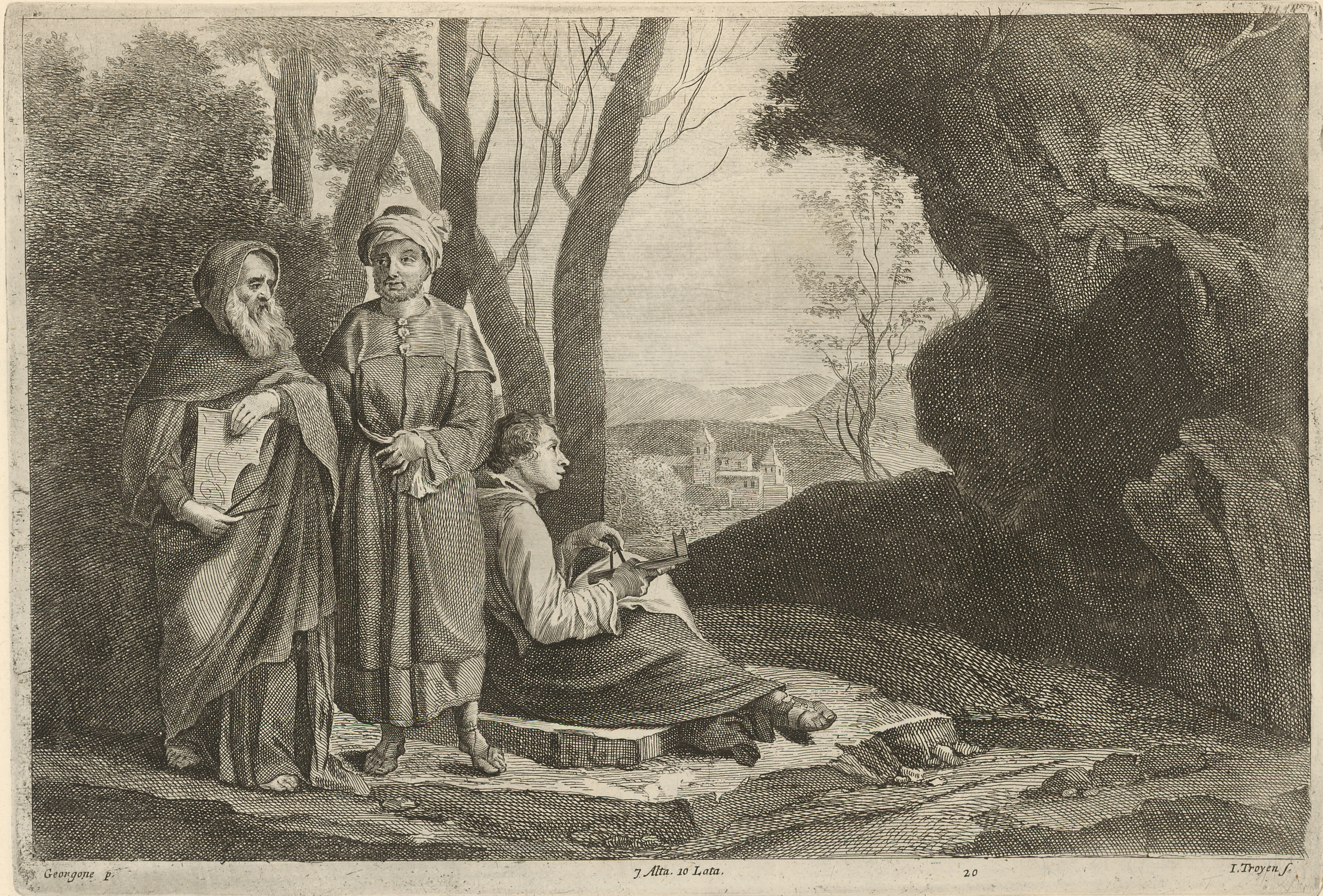
١٦٧٣ مطبوعة الفلاسفة الثلاثة من كتالوج Teniers ، بقلم جان ڤان تروين
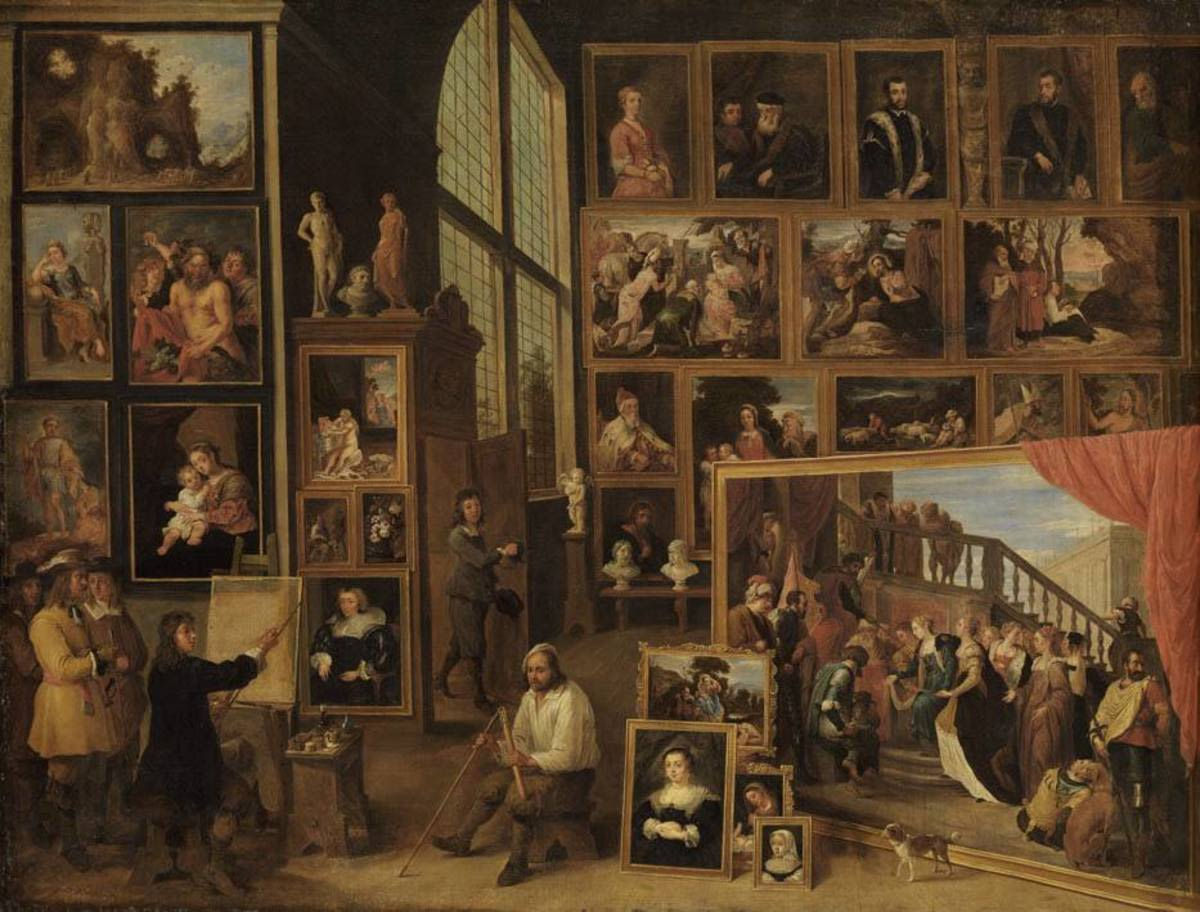
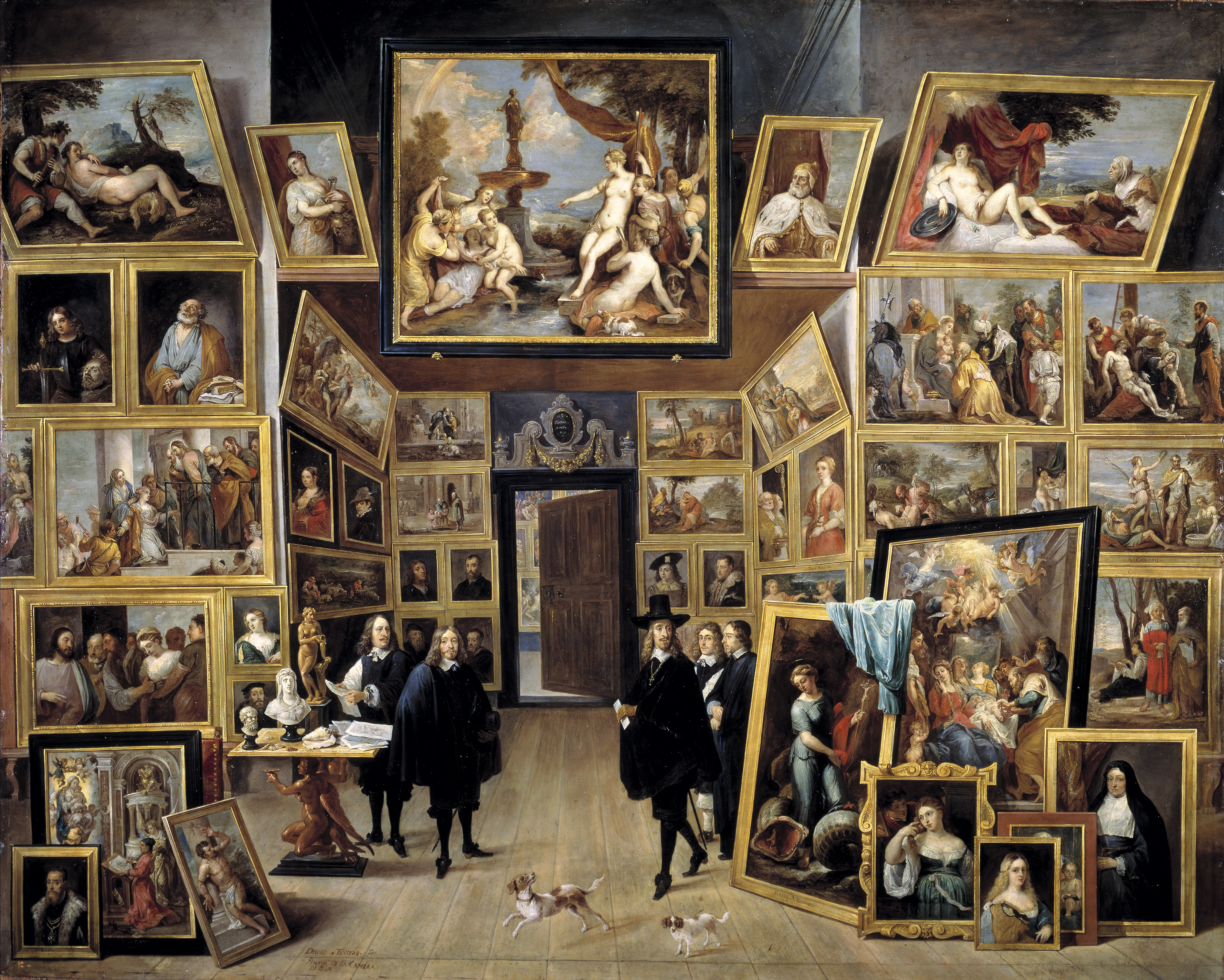
1650
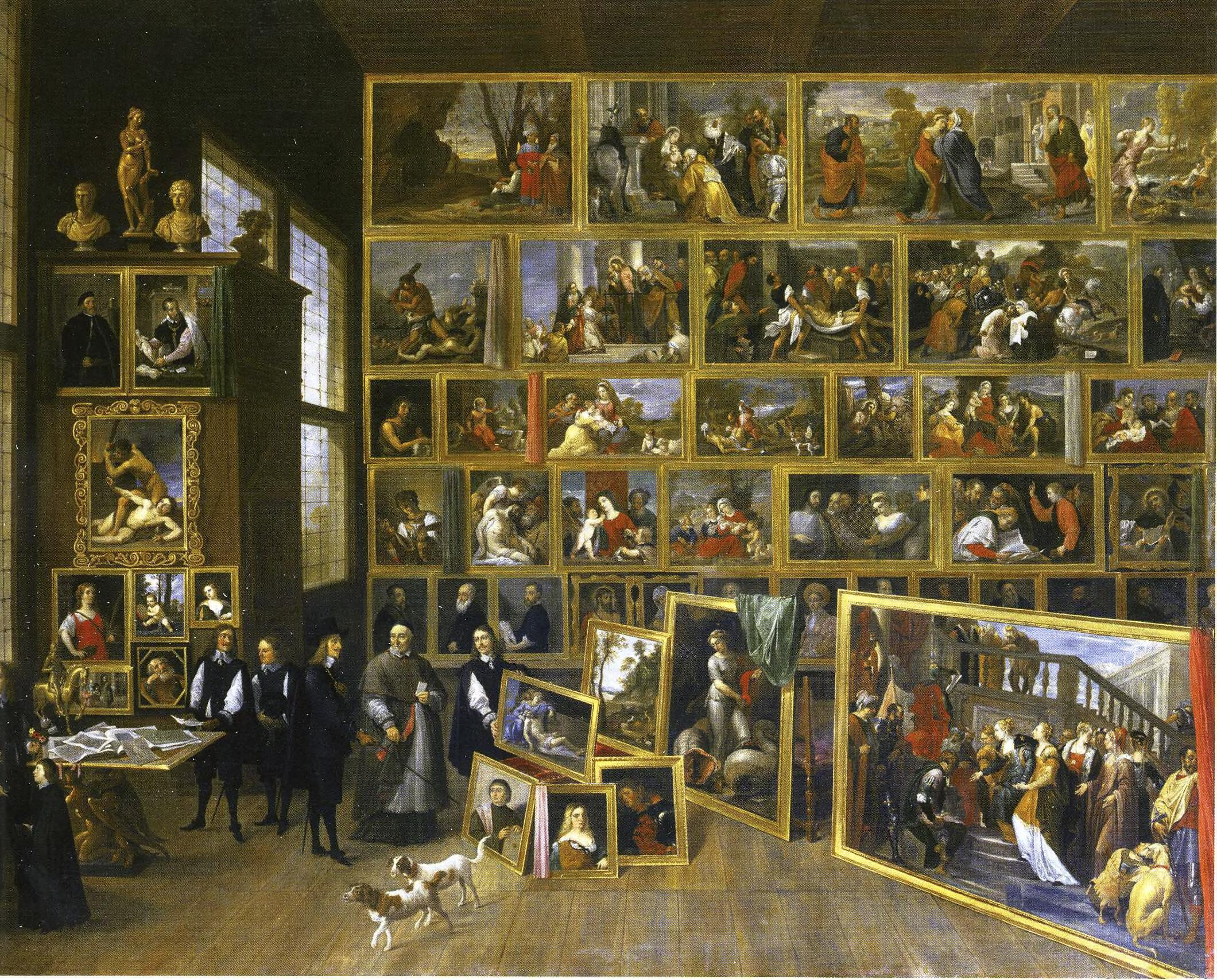
معرض مقتنيات الأرشدوق ليوبولد فيلهلم في بروكسل (بيتورث) ، ١٦٥١

 يتم عرض هذه اللوحة الآن في متحف تاريخ الفنون Kunsthistorisches في فيينا. أثناء العمل على هذه الصورة، قام الرسام ديڤيد تنييرز الأصغر بعمل نسخ منفصلة صغيرة من كل صورة كدراسة للوحة الكبيرة النهائية، والتي تصور مجموعة الأرشدوق. في هذه النسخة الصغيرة التي بقياس 21.5 × 30.9   سم، وضع رمحاً ثلاثي الشعاب في يد الرجل الأكبر سناً، وذلك لم يكن موجوداً في اللوحة الأصلية ولم يصور في اللوحة النهائية لـ الأرشدوق ليوبولد فيلهلم بمعرضه في بروكسل.  ففي اللوحة الأصلية، يحمل الرجل العجوز نصًا. ربما كان هذا بمثابة إشارة إلى سلاح بوسيدون، إله البحر في الأساطير الكلاسيكية، لكنها مجرد تكهنات ديفيد تنيرز.